# USS Breton (CVE-23)
USS Breton (CVE-23) – lotniskowiec eskortowy typu Bogue należący do United States Navy. Pełnił służbę jako lotniskowiec eskortowy w latach 1943-46 oraz jako transportowiec samolotów w latach 1958-70. 

## Budowa
Stępkę okrętu o oznaczeniu AVG-23 (hull 239) położono 25 lutego 1942 na podstawie kontraktu zawartego pomiędzy Maritime Commission i stocznią Seattle-Tacoma Shipbuilding Corporation z Tacoma. „Breton” został zwodowany 27 czerwca 1942, matką chrzestną okrętu została wdowa po kapitanie Albercie H. Rooks. Jednostka została przekazana US Navy i wcielona do służby 12 kwietnia 1943 jako pomocniczy lotniskowiec ACV-23 – oznaczenie obowiązujące od 20 sierpnia 1942 roku. Pierwszym dowódcą okrętu został kapitan Edward C. Ewen.

## Służba podczas II wojny światowej
Przez 3 miesiące USS „Breton” służył jako okręt szkoleniowy lotnictwa pokładowego w San Diego. Następnie, 15 lipca 1943 dostał rozkaz udania się do bazy wojskowej Espiritu Santo w archipelagu Nowych Hybrydów, jednocześnie też został przeklasyfikowany na lotniskowiec eskortowy z oznaczeniem CVE-23. Okręt pełnił funkcje transportową między Espiritu Santo a Pearl Harbor. Po dwóch kursach udał się na remont do San Francisco, który zakończył się 8 marca 1944. „Breton” kontynuował transportowanie wyposażenia i personelu wojskowego na Pacyfiku. Od 17 czerwca okręt brał udział w inwazji na Saipan, w dniach 4 kwietnia-8 kwietnia 1945 wspierał inwazję na Okinawę, gdzie 7 kwietnia odparł atak japońskich pilotów kamikaze. Po kapitulacji Japonii „Breton” pozostał na służbie United States Pacific Fleet do 30 czerwca 1946, gdy przeniesiono go do Rezerwowej Floty Pacyfiku.

## Służba po wojnie
Okręt pozostał bezczynny przez 12 lat. W 1958, 14 lipca, został przydzielony do Military Sea Transportation Service jako USNS „Breton”. Obsadzony przez personel cywilny pełnił funkcje transportowe z San Francisco. W latach 60. „Breton” powrócił do służby wojskowej, podczas której stał zacumowany w Olimpii. Został uznany za zbędny 6 sierpnia 1971, zaś w czerwcu następnego roku sprzedany na złom. 
Okręt od końca wojny zmieniał oznaczenia czterokrotnie - 12 czerwca 1955 na CVHE-23, 1 lipca 1958 na CVU-23, 14 lipca 1958 na T-CVU-23 i 7 maja 1959 na T-AKV-42.

## Odznaczenia
"Breton” otrzymał dwie gwiazdy bojowe za służbę w czasie II wojny światowej.